# Mark Scott Marley
Mark Scott Marley (...) è un astronomo statunitense.
Ha ottenuto il baccellierato al Caltech nel 1984.
Il Minor Planet Center gli accredita la scoperta dell'asteroide 5942 Denzilrobert effettuata il 10 gennaio 1983 in collaborazione con Bruce Edward Behymer.